# HD 6
HD 6，又名BD-01 4525，SAO 128569、HR 2，是一颗恒星，视星等为6.29，位于銀經98.33，銀緯-61.14，其B1900.0坐标为赤經23h 59m 56.2s，赤緯-1° -61.14′ 30″。